# Halldór Ásgrímsson
Halldór Ásgrímsson (Vopnafjörður, 8 de septiembre de 1947-Reikiavik, 18 de mayo de 2015) fue un político islandés que fue primer ministro de su país.

## Biografía
Líder del Partido Progresista desde 1994, se hizo con la victoria en las últimas elecciones celebradas en el país el 15 de septiembre de 2004 ante el candidato del Partido de la Independencia, Davíð Oddsson (que había obstentado el puesto durante trece años).
Halldór había sido elegido por el distrito electoral oriental para el Alþingi de 1974 a 1978, y por el distrito del norte de Reikiavik entre 1979 y 2003. Durante esos años, ha obstentado diversas carteras ministeriales en los sucesivos gobiernos del país. Fue ministro de Pesca entre 1983 y 1991, de Justicia y Asuntos Eclesiásticos entre 1988 y 1989, para la Cooperación Nórdica entre 1985 y 1987 y luego otra vez entre 1995 y 1999, y de Asuntos Exteriores entre 1995 y 2004.
Fue asimismo secretario general de Consejo Nórdico de Ministros  entre 2007 y 2015 y es Miembro Honorario de la Fundación Internacional Raoul Wallenberg.